# عیاران
عیاران طبقه‌ای از اجتماع سیستان بودند که اصول اخلاقی و مبارزاتیِ ویژه‌ای را برگزیده و کمک به فقیران را پیشه خود ساخته بودند. عیاران گروهی بودند که طرفدار جوان‌مردی و بخشش و کمک به ضعیفان بودند و افرادی را که ظالم تشخیص می‌داند را بدون اعتنا به قوانین حاکم مجازات می‌کردند و اموال آنان را بین مردم بذل و بخشش می‌نمودند.
عیار به معنای زیرک، چالاک. حیله باز، مکار، و جوانمرد آمده است. عیاری گونه ای از تربیت قدیم بوده و از اواخر قرن دوم هجری وجود داشته است. عیاران اصول و روش‌های مخصوصی در زندگانی داشته‌اند که به‌تدریج با تصوف آمیخت به صورت فتوت درآمد.

## تاریخچه و واژه‌شناسی
پیشینه تاریخیِ عیاران را باید در ایران پیش از اسلام جستجو کرد. آنچه مسلم است مکتب عیاری همانند مکتب فتوّت یا جوانمردی ریشه در آیین‌های پهلوانی در ایران پیشا اسلامی دارند. مرجع اصلی در همه آیین‌های پهلوانی قهرمانان اساطیری اند که همواره در قالب داستان‌ها و افسانه‌ها اصول خود را سینه به سینه رواج می‌داده‌اند. آئین عیاری و جوانمردی شامل مرّوت، ایثار، فداکاری، یاری مظلومان و بی پناهان، شفقت به خلق، وفای به عهد و بالاخره خودشکنی بود و تمامی این خصوصیّات بعدها در تصوّف به صورت صفات ممتاز انسان کامل درآمد. جوانمردان علاوه بر صفات انسانی که داشتند مقیّد به انجام آدابی بودند که معرّف جوانمردی بود. پس از اسلام که جوانمردان دین اسلام را پذیرفتند به تدریج اساس مذهب تصوّف بر پایه اسلام و فتوّت استوار شد و آداب جوانمردی در رسوم خانقاهی میان صوفیان متداول و مرسوم گردید.
آنچه در فرهنگ‌ها دربارهٔ واژه عیار نوشته شده است، حاکی از آن است که این واژه در برگیرنده مفهوم چالاکی و شجاعت و جوانمردی است. ملک الشعرای بهار اعتقاد داشته است که لفظ عیار همان «ای‌یار» فارسی و «ادییار» پهلوی است. برخی نیز واژه عیار را مترادف دزد و طرار و شب‌رو دانسته‌اند، اگر چه این نام‌ها عمدتاً از سوی مخالفان آنان به آن‌ها داده شده است.
ایار به معنی یاری رساندن به دیگران است.
از منابع بسیار مهمی که دربارهٔ عیاران آگاهی‌هایی در اختیار ما می‌گذارد، «قابوسنامه امیر عنصرالمعالی و سمک عیار فرامرز بن خداداد بن عبدالله الکاتب الارجانی می‌باشد.
چنان‌که در آن کتاب‌ها و برخی کتب دیگر می‌خوانیم، عیاران به سختی به اصول خود که اصول جوانمردان بود پایبند بودند و هر کس آن اصول را زیر پا می‌گذاشت کیفر می‌دید. اصل و ریشه جوانمردی از دیدگاه عیاران سه چیز بود: هر چه گویی بکنی و خلاف راستی نگویی و شکیب را کار بندی.
اصول عملی که در طول زندگی خود به کار می‌گرفتند، عبارت بود از رازداری، راستگویی، یاریِ درماندگان، عفت، فداکاری، استغنا و بی‌نیازی، دوستِ دوست بودن و دشمنِ دشمن بودن، بی‌باکی و دلیری، دعوی نکردن، بازجست نکردن از کار کسان، پیمان‌داری، سوگند نشکستن، غمازی نکردن، گشاده‌دستی.
روزگار صفاریان یعقوب لیث صفاری که خود قبل رسیدن به حکومت ایران عیار بود، درخشش فعالیت عیاران بوده است.
نجم دایه در مرصاد العباد، عیاری را یکی از مراحل سیر و سلوک شمرده است و حافظ و مولانا و عطار خصایل عیاران را ستوده‌اند.